# 26e législature de la Colombie-Britannique

La 26e législature de la Colombie-Britannique a siégé de 1961 à 1963. Ses membres sont élus lors de l'élection générale de 1960 (en). Le Parti Crédit social de la Colombie-Britannique dirigé par W. A. C. Bennett forme un gouvernement majoritaire. Le CCF de Robert Strachan forme l'opposition officielle.
Lorne Shantz est président de l'Assemblée jusqu'en avril 1957 moment où il se présente au fédéral.

## Membre de la 26elégislature
| Député | Député                         | Circonscription         | Parti      |
| ------ | ------------------------------ | ----------------------- | ---------- |
|        | Stanley John Squire            | Alberni                 | CCF        |
|        | Frank Arthur Calder            | Atlin                   | CCF        |
|        | Cedric Cox                     | Burnaby                 | CCF        |
|        | Gordon Dowding                 | Burnaby                 | CCF        |
|        | William Collins Speare         | Cariboo                 | Créditiste |
|        | William Kenneth Kiernan        | Chilliwack              | Créditiste |
|        | Richard Orr Newton             | Columbia                | Créditiste |
|        | Daniel Robert John Campbell    | Comox                   | Créditiste |
|        | Robert Martin Strachan         | Cowichan-Newcastle      | CCF        |
|        | Leo Thomas Nimsick             | Cranbrook               | CCF        |
|        | Camille Mather                 | Delta                   | CCF        |
|        | James Henry Rhodes             | Delta                   | CCF        |
|        | David Barrett                  | Dewdney                 | CCF        |
|        | Herbert Joseph Bruch           | Esquimalt               | Créditiste |
|        | Henry Cartmell McKay           | Fernie                  | Libéral    |
|        | Ray Gillis Williston           | Fort George             | Créditiste |
|        | Lois Haggen                    | Grand Forks-Greenwood   | CCF        |
|        | Philip Arthur Gaglardi         | Kamloops                | Créditiste |
|        | Randolph Harding               | Kaslo-Slocan            | CCF        |
|        | Donald Frederick Robinson      | Lillooet                | Créditiste |
|        | Anthony John Gargrave          | Mackenzie               | CCF        |
|        | Earle Cathers Westwood         | Nanaimo and the Islands | Créditiste |
|        | Wesley Drewett Black           | Nelson-Creston          | Créditiste |
|        | John McRae (Rae) Eddie         | New Westminster         | CCF        |
|        | Lorne Shantz                   | North Okanagan          | Créditiste |
|        | Jacob Francis Huhn             | North Peace River       | Créditiste |
|        | James Gordon Gibson            | North Vancouver         | Libéral    |
|        | Raymond Joseph Perrault        | North Vancouver         | Libéral    |
|        | Alan Brock MacFarlane          | Oak Bay                 | Libéral    |
|        | Cyril Morley Shelford          | Omineca                 | Créditiste |
|        | William Harvey Murray          | Prince Rupert           | Créditiste |
|        | George Hobbs                   | Revelstoke              | CCF        |
|        | Donald Leslie Brothers         | Rossland-Trail          | Créditiste |
|        | John Douglas Tidball Tisdalle  | Saanich                 | Créditiste |
|        | Willis Franklin Jefcoat        | Salmon Arm              | Créditiste |
|        | Francis Xavier Richter         | Similkameen             | Créditiste |
|        | Dudley George Little           | Skeena                  | Créditiste |
|        | William Andrew Cecil Bennett   | South Okanagan          | Créditiste |
|        | Stanley Carnell                | South Peace River       | Créditiste |
|        | Eric Charles Fitzgerald Martin | Vancouver-Burrard       | Créditiste |
|        | Bert Price                     | Vancouver-Burrard       | Créditiste |
|        | Alexander Small Matthew        | Vancouver Centre        | Créditiste |
|        | Leslie Raymond Peterson        | Vancouver Centre        | Créditiste |
|        | Alexander Barrett MacDonald    | Vancouver East          | CCF        |
|        | Arthur James Turner            | Vancouver East          | CCF        |
|        | Thomas Audley Bate             | Vancouver-Point Grey    | Créditiste |
|        | Robert William Bonner          | Vancouver-Point Grey    | Créditiste |
|        | Buda Hosmer Brown              | Vancouver-Point Grey    | Créditiste |
|        | William Neelands Chant         | Victoria City           | Créditiste |
|        | Waldo McTavish Skillings       | Victoria City           | Créditiste |
|        | John Donald Smith              | Victoria City           | Créditiste |
|        | Irvine Finlay Corbett          | Yale                    | Créditiste |

## Répartition des sièges
| Parti    | Parti         | Député(s) |
| -------- | ------------- | --------- |
|          | Crédit social | 32        |
|          | CCF           | 16        |
|          | Libéral       | 1         |
| Total    | Total         | 52        |
| Majorité | Majorité      | 12        |

## Élections partielles
Des élections partielles ont été tenues pour diverses autres raisons:
| Circonscription      | Député                 | Parti      | Élection         | Motif                                   |
| -------------------- | ---------------------- | ---------- | ---------------- | --------------------------------------- |
| Revelstoke           | Margaret Frances Hobbs | CCF        | 4 septembre 1962 | Décès de G. Hobbs le 30 janvier 1962    |
| Vancouver-Point Grey | Patrick Lucey McGeer   | Libéral    | 17 décembre 1962 | Décès de B.H. Brown le 12 août 1962     |
| Columbia             | Frank Greenwood        | Créditiste | 15 juillet 1963  | Décès de R.O. Newton le 14 février 1963 |

Notes:
1. ↑  Élection déclenchée avant que le député ne siège